# Modern fizika

A klasszikus fizika általában a mindennapi feltételekkel foglalkozik: a fénysebességnél sokkal kisebb sebességekkel, és az atomoknál sokkal nagyobb méretekkel. A modern fizika általában nagy sebességekkel és kis távolságokkal foglalkozik

A modern fizika a fizika „Newton utáni” felfogása. Arra utal, hogy jelenségek klasszikus leírása hiányos, és a természet egy pontosabb, "modern" leírásához szükség van olyan elméletekre, amelyek magukba foglalják a kvantummechanika vagy Einstein relativitáselméletének, vagy mindkettőnek az elemeit. A kifejezést általában a 20. század elején vagy azt követően kifejlődött bármely fizikai tudományágra, vagy a 20. század eleji fizika által nagyban befolyásolt altudományra való hivatkozásként használjuk.
A kis sebességek és a nagy távolságok általában a klasszikus fizika területe. A modern fizika azonban gyakran szélsőséges körülményekről szól: a kvantumhatások jellemzően az atomokhoz mérhető távolságokhoz kapcsolódnak (durván 10−9 m), míg a relativisztikus hatások jellemzően a fénysebességgel összemérhető sebességekkel vannak összefüggésben (durván 108 m/s). A kvantum- és relativisztikus hatások általában minden léptékben léteznek, bár hatásuk a mindennapi életben elenyésző lehet.

## Áttekintés
A szó szoros értelmében a modern fizika naprakész fizikát jelent. Ebben az értelemben az ún. klasszikus fizika jelentős része modern. Azonban körülbelül 1890 óta az új felfedezések jelentős paradigmaváltást okoztak: a kvantummechanika (QM) és Einstein relativitáselméletének (ER) eljövetelét. A fizikát, amely vagy a QM, vagy az ER (vagy mindkettő) elemeit magába foglalja, modern fizikának mondjuk. Ez utóbbi értelem az, ami alapján a kifejezés általában használatos.
A modern fizikával gyakran találkozunk, ha szélsőséges körülményekkel van dolgunk. A kvantummechanikai hatások úgy tűnik akkor lépnek fel, ha "mélységekkel" (alacsony hőmérséklet, kis távolság) van dolgunk, míg a relativisztikus hatások akkor, ha "magasságokkal" (nagy sebességek, nagy távolságok), így a "közép" a klasszikus viselkedés. Például, ha egy gáz viselkedését vizsgáljuk szobahőmérsékleten, a legtöbb jelenség a (klasszikus) Maxwell–Boltzmann-eloszlást fogja magába foglalni. Azonban az abszolút nulla fok közelében a Maxwell–Boltzmann eloszlás nem felel meg a gáz megfigyelt viselkedésének, és helyette a (modern) Fermi–Dirac vagy Bose–Einstein eloszlásokat kell használni.

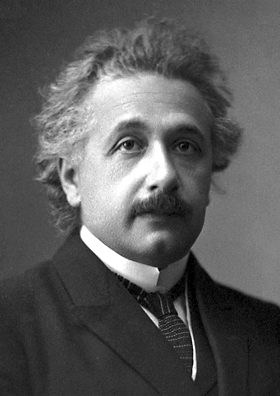
Albert Einstein német fizikus, a relativitáselmélet megalkotója
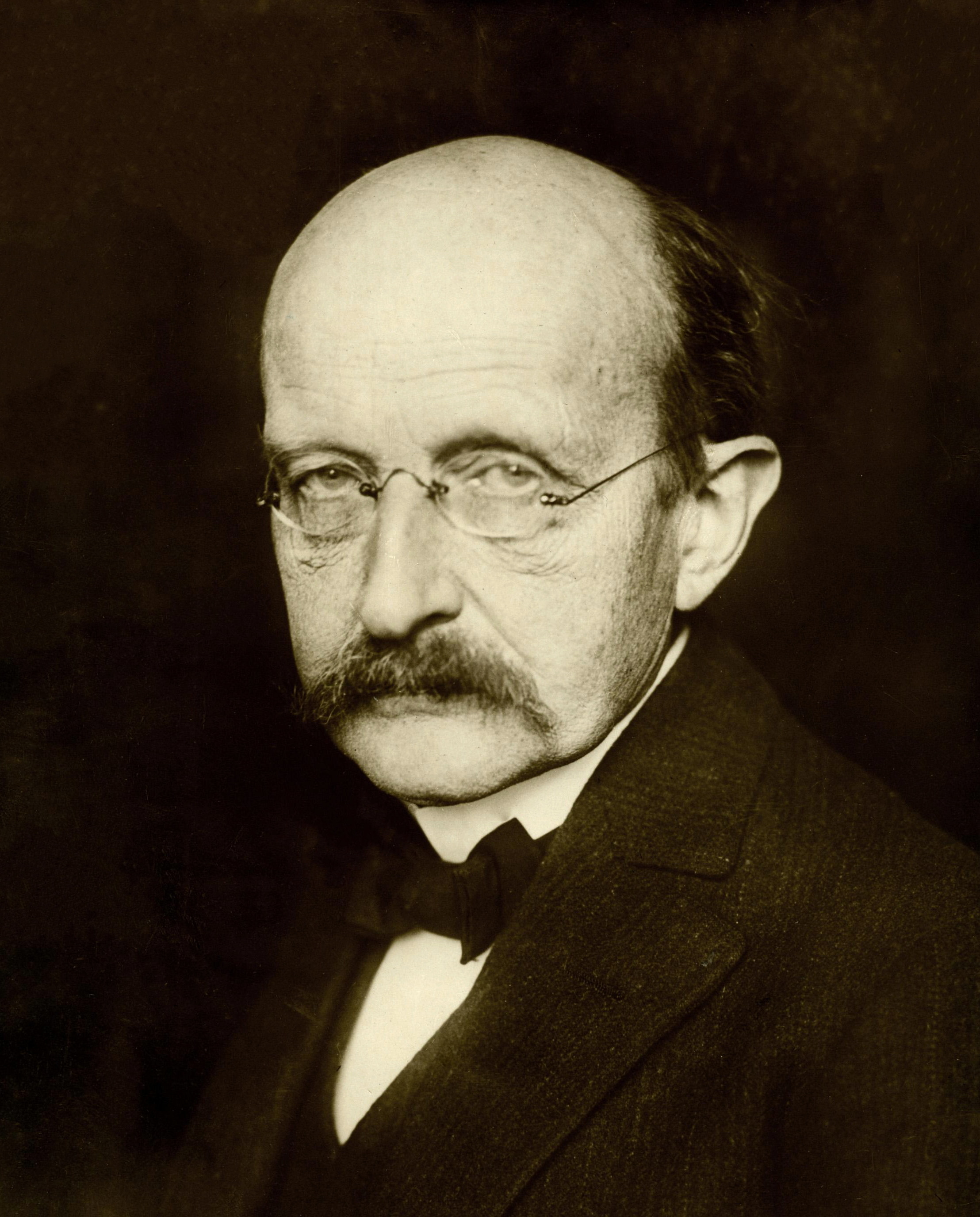
Max Planck német fizikus, a kvantumelmélet megalkotója

Gyakran lehetséges megtalálni - vagy visszanyerni - a klasszikus viselkedést a modern leírásból a modern leírás elemzésével alacsony sebességek és nagy távolságok esetén (határérték figyelembe vételével, vagy közelítés alkalmazásával). Ha így teszünk, az eredmény a klasszikus határérték.

A klasszikus fizika (Rayleigh–Jeans-törvény, fekete vonal) nem tudta megmagyarázni a feketetest-sugárzást - az ún. ultraibolya katasztrófát. A kvantumleírásra (Planck-törvény, színes vonalak) mondhatjuk, hogy modern fizika.

A "modern fizika" kifejezés jelentése, szó szerint értelmében, természetesen a napjaink fizikatudományának égisze alatt található "összegzett" tudás. Ebben az értelmben az 1890-es év fizikatudománya még mindig modern; csak néhány megállapítást kellene hamisként törölni az 1890-es fizikatudományi szövegekből...

Másrészól... hihetetlen fejlődés ment végbe a fizikában, és ezek közül néhány megkérdőjelezte, vagy egyenesen ellentmondott bizonyos elméleteknek, amelyek oly erősen alátámasztottnak tűntek a kísérleti bizonyítékok által.

Például 1890-ben talán csak pár fizikus kérdőjelezte meg a fény hullámelméletét. Győzelme a régi részecskeelmélet felett végsőnek és teljesnek tűnt, főképp az 1887-es brilliáns Hertz kísérletek után, amelyek kétséget kizáróan bemutatták a fény Maxwell-i elektromágneses elméletének helyességét. És mégis... Hertz ezen kísérletei felfedtek egy új jelenséget - a fényelektromos jelenséget -, amely fontos szerepet játszott a kvantumelmélet megalkotásában. Ez utóbbi elmélet... homlokegyenest ellentmond a fény hullámelméletének; és valóban, ezen két elmélet összeegyeztetése... volt a huszadik század első negyedének egyik legnagyobb problémája.

## Vívmányok
A következő témákat tekintjük a modern fizika alapvető "magjának":
| - Atomelmélet és általánosságban az atommodell fejlődése - Feketetest-sugárzás - Olajcseppkísérlet - Franck–Hertz-kísérlet - Geiger–Marsden-kísérlet (Rutherford kísérlete) - Gravitációs lencse - Michelson–Morley-kísérlet - Fényelektromos jelenség | - Kvantum termodinamika - Radioaktivitás általánosságban - A Merkúr perihéliumának precessziója - Stern–Gerlach-kísérlet - Hullám-részecske kettősség - Szilárdtestfizika |

## Fordítás
Ez a szócikk részben vagy egészben  a   Modern physics című angol Wikipédia-szócikk ezen változatának fordításán alapul.  Az eredeti cikk szerkesztőit annak laptörténete sorolja fel. Ez a jelzés csupán a megfogalmazás eredetét és a szerzői jogokat jelzi, nem szolgál a cikkben szereplő információk forrásmegjelöléseként.